# Свети Георги (Одеса)
„Свети великомъченик и Победоносец Георги“ (на украински: Храм Святого Великомученика и Победоносца Георгия) е църква на територията на Мемориала на военната слава в град Одеса, Украйна. Църквата се намира на мястото на 411-та брегова батарея, едно от местата на отбраната на града от германските войски по време на Втората световна война. Намира се под юрисдикцията на Одеската и Измаилска епархия на Украинската православна църква.

## История на храма
Мемориалът се намира в южните покрайнини на града, където свършва Одеският залив. Храмът е създаден, за да отдаде почит на героите от Втората световна война – военнослужещите от 411-та брегова батарея. Инициативната група за изграждането на храма включва повече от двеста души. Строежът започва на 9 май 2007 г., а освещаването е на 6 май 2009 г.